# Орден якоїсь таємничої руки
Орден якоїсь таємничої руки (англ. Order of the Occult Hand) — таємне неформальне об'єднання американських журналістів і редакторів, які заради жарту домовилися вставляти в свої публікації фразу «нібито якась таємнича рука…».

## Історія
Фразу створив Джозеф Фландерс, поліційний кореспондент міської газети «Шарлотт Ньюз» восени 1965 року.
У повідомленні про працівника млина, якого застрелили члени його власної родини, після того як він пізно повернувся додому, Фландерс написав:

Ніби якась таємнича рука, що простяглася з неба, пересувала учасників подій як пішаки на велетенській шаховій дошці.
Оригінальний текст (англ.)
It was as if an occult hand had reached down from above and moved the players like pawns upon some giant chessboard.

Колег Фландерса цей химерний вислів вельми насмішив. Зібравшись у місцевому барі, вони вирішили створити секретний Орден таємничої руки. Вони навіть показали Фландерсу прапор, зроблений з простирадла, на якому зображено криваву руку, що простяглася з фіолетової хмари (англійська ідіома purple passage — «пурпуровий уривок» означає надмірно витіюватий текст).
Члени ордену — кілька журналістів і редакторів — поклялися якомога швидше написати про «таємничу руку». Незабаром фраза з'явилася в місцевих газетах «Шарлотт Ньюз» і «Шарлотт Обзервер», а також джазовому журналі «Давн Біт».
Використання фрази про таємничу руку не обмежилося містом Шарлотт. Подібно до віруса або мему, воно швидко поширилося по всьому світу. Протягом десятиліть фраза час від часу з'являлася в матеріалах американських газет, зокрема в «Нью-ЙоркТаймс», «Лос-Анджелес Таймс» і «Вашингтон пост», повідомленнях агентства Ассошіейтед Прес, газет з Австралії і Таїланду.
«Шарлотт Ньюз» повідомила про традицію писати про «таємничу руку» тільки 1985 року, коли газета закривалася. За повідомленням «Бостон глоуб», на зміну Ордену таємничої руки прийшов Клуб дефектних шинопроводів, членство в якому було відкритим для будь-якого журналіста, який хоч раз написав що-небудь про дефектні шинопроводи.
А орден продовжував свою роботу і зберігав секретність аж до 2004 року, коли в «Чикаго Триб'юн» опублікували ретельне розслідування його діяльності.
Лауреат Пулітцерівської премії Пол Грінберг публічно визнав факт існування ордену. 2006 року він же заявив, що орден вибрав нову секретну фразу і відновив таємну діяльність. У 2020 році "Четверта влада" оголосила журналістський конкурс "Орден окультної руки". Мета конкурсу: "заохотити та відзначити" найкраще використання безглуздої фрази-казки в опублікованій новинній статті протягом визначеного часу.  Фраза і параметри варіюються від конкурсу до конкурсу.

## Публікації
Після того, як інформація про орден стала надбанням громадськості, вдалося виявити багато прикладів її дослівного використання:
- The New York Times: фраза про таємничу руку зустрічається принаймні двічі, в 1974 і 1998 роках у двох різних авторів.
- Los Angeles Times: вісім разів від 1983 до 1999 року в шести авторів.
- The Boston Globe: дев'ять разів від 1987 до 2000 року в п'яти авторів.
- Агентство Ассошіейтед Прес: п'ять разів від 1991 до 2006 року в матеріалах п'яти різних авторів.
- Arkansas Democrat-Gazette[en]: сім разів від 1993 до 2004 року, з яких п'ять у Пола Грінберга.
- Washington Times: чотири рази від 1996 до 1998 року.
- The Virginian-Pilot[en]: один раз 1997 року.
- Washington Post: один раз 1997 року;
- The Post-Standard[en]: один раз 2000 року;
- Star Tribune[en]: два рази в 2001 і 2002 роках.
- Bangkok Post[en]: п'ять разів від 2002 до 2007 року одним автором.

Крім того, по одному разу фраза зустрічається в таких виданнях:
- Журнал «Байт» (BYTE): 1990.
- The News & Observer[en]: 1993.
- St. Louis Post-Dispatch[en]: 1994.
- The West Australian[en]: 1998.
- The Natchez Democrat: 2002.
- MinnPost[en]: 2012.
- The American News[en]: 2013.
- The Providence Journal[en]: 2013.
- The Roanoke Times[en]: 2013.
- The Tennessean[en]: 2013.
- The Sacramento Business Journal: 2013.

## Примітка
1. 1 2 3 4  John Vaughan (1 листопада 1985), Occult hand 'grabbed staffers' imaginations, Charlotte Observer, с. 9A
2. ↑  Maddry, Larry (2005). Secret Society. Hampton Roads Magazine. Архів оригіналу за 31 жовтня 2007. Процитовано 20 лютого 2008.
3. 1 2  Janega, James (25 липня 2004), A True Journalistic Conspiracy:When a secret society held writers in thrall, Chicago Tribune, архів оригіналу за 29 липня 2014, процитовано 25 жовтня 2011
4. ↑  Ask The Globe, The Boston Globe, 8 листопада 1999, с. B8, Шаблон:Factiva
5. ↑  Paul Greenberg (16 червня 2004). COLUMNISTS A full confession. The Arkansas Democrat-Gazette.
6. ↑  Greenberg, Paul (2006), Occult hand strikes back, Jewish World Review, архів оригіналу за 26 січня 2007, процитовано 20 лютого 2008